# Inscrição do Penedo de Lamas
A Inscrição do Penedo de Lamas, ou Inscrição gravada num penedo no Lugar de Lamas de Moledo, situa-se em Lamas, na freguesia de Moledo, município de Castro Daire, distrito de Viseu, em Portugal.
Inscrição epigráfica em escrita romana e lusitana, escrita de cima para baixo e não da esquerda para a direita. Provavelmente a inscrição é uma referência a uma divindade do periodo pré-romano. 
Está classificada como Imóvel de Interesse Público desde 1953. As incrições estão a desaparecer com a erosão.
Antigamente dizia-se que quem conseguisse decifrar o que lá estava escrito o penedo se abriria e lá dentro se encontraria muito ouro. 